# Bashford Dean
Bashford Dean, född 1867, död 1928, var en amerikansk zoolog.
Dean var professor vid Columbia University i New York och har i sina skrifter särskilt behandlat fiskarnas anatomi och embryologi och bland annat utgett en lärobok, Fishes, living and fossil (1895).